# (4753) Phidias
Pour les articles homonymes, voir Phidias.
(4753) Phidias est un astéroïde de la ceinture principale.

## Description
(4753) Phidias est un astéroïde de la ceinture principale. Il fut découvert par Cornelis Johannes van Houten et Tom Gehrels le 16 octobre 1977 à l'observatoire Palomar. Il présente une orbite caractérisée par un demi-grand axe de 2,54 UA, une excentricité de 0,069 et une inclinaison de 4,31° par rapport à l'écliptique.
Il fut nommé en hommage à Phidias, sculpteur du premier classicisme grec.

## Compléments